# Johannes Thümmler
Johannes Thümmler, född 23 augusti 1906 i Chemnitz, död i maj 2002, var en tysk promoverad jurist och SS-Obersturmbannführer (motsvarande överstelöjtnant). 

## Biografi
Thümmler studerade rättsvetenskap vid universitetet i Leipzig och promoverades till juris doktor. Han inträdde 1932 i Nationalsocialistiska tyska arbetarepartiet (NSDAP) och året därpå i Sturmabteilung (SA). Efter att ha blivit medlem i Schutzstaffel (SS) 1937 blev han ställföreträdande chef för Gestapo i Dresden. Två år senare, 1941, utsågs han till chef för Gestapo i Chemnitz. Under en kort tid 1943 var Thümmler befälhavare för ett insatskommando, Einsatzkommando 16, som opererade i området kring Knin i Kroatien.
I september 1943 efterträdde Thümmler Rudolf Mildner på posten som Gestapo-chef i Kattowitz och blev därmed även chef för den politiska avdelningen (Lager-Gestapo) i Auschwitz. Thümmler blev påföljande månad därjämte ordförande för Polizeistandgericht Kattowitz, som lät avrätta fångar i Block 11 i Auschwitz.